# رعد، یک داستان زنانه
رعد، یک داستان زنانه فیلمی ایرانی با کارگردانی برنا کازرانی می‌باشد.

## خلاصه فیلم
مقابلهٔ اساسی نازنین با ۹ نفر پسر برای اثبات آنکه یک زن می‌تواند همپای یک مرد، مرد باشد چه مواقعی که لباس زنانه به تن دارد و چه در مواقعی که حتی لباس یک سرباز صفر را بر تن کرده و برای نبرد اساسی با جمع پسران، خود را آماده می‌کند. اما در پایان فیلم می‌فهمیم هر چه قدر که یک دختر خود را رعد بنماید و لباس و تغییر ماهیت بدهد با خبر مرگ عزیزترین کس خود مجدداً احساسات زنانهٔ آن دختر بر می‌گردد و شخصیت گم شدهٔ خودش را بازمی‌یابد، اما در حاشیهٔ این فیلم به مسائل روز جامعه در ایران و دنیا هم تا حدی پرداخته شده‌است اما شعار فیلم رعد این است که: همه چیز یک اتفاق است اما یک چیزی، اتفاق خودش نمی‌افتد.

## بازیگران
- نازنین آقایی‌نژاد
- یاسر بختیاری
- صابر بختیاری
- وحید توکلی
- سهیل سبطی
- آریو سپاسی
- امیرحسین خانقاهی
- عقیل خدایار
- هومن صالحی
- پانیذ عطایی
- دل‌آرا قلی‌زاده
- برنا کازرانی
- مجتبی کازرانی
- امیر محمودی اصل
- بیتا محامدی
- مهرداد هندی
- حسام مصطفوی
- شیرین عبادی